# Heterostachys
Heterostachys es un género de plantas fanerógamas con dos especies pertenecientes a la familia Amaranthaceae.

## Taxonomía
El género fue descrito por Franz Ungern-Sternberg y publicado en Atti del congresso internazionale botanico tenuto in Firenze nel mese di maggio 1874 267, 268, 331. 1874[1876] La especie tipo es: Heterostachys ritteriana (Moq.) Ung.-Sternb.

## Especies aceptadas
A continuación se brinda un listado de las especies del género Heterostachys aceptadas hasta octubre de 2012, ordenadas alfabéticamente. Para cada una se indica el nombre binomial seguido del autor, abreviado según las convenciones y usos.
- Heterostachys olivascens (Speg.) Molfino
- Heterostachys ritteriana (Moq.) Ung.-Sternb.